# حدث عقلي
الحدث العقلي (Mental event) هو حدث فكري ذهني في العقل، وهو مفرد مجموع أحداث تشكل الحالة الواعية للفرد. يمكن أن تكون الأحداث العقلية عبارة عن فكرة أو حلم أو إحساس أو إدراك.
يمكن أن تصوّر الأحداث العقلية على أنها مماثلة من حيث المبدأ للأنشطة الفيزيائية، بالمقابل، يمكن أن تصوّر الأحداث العقلية على أنها منفصلة عن الأنشطة الفيزيائية. يعد هذا الخلاف في وجهات النظر جوهر مسألة العقل - الجسد.
على سبيل المثال، عندما كان زيد يمشي في الحديقة أبصر المكتبة وتعرّف عليها أنها المكتبة العامة. إن البصر هو نشاط فيزيائي، في حين أن الإدراك أنها المكتبة العامة هو حدث عقلي.

## اقرأ أيضاً
- مسألة العقل - الجسد